# ブリンツィオ
ブリンツィオ（伊: Brinzio）は、イタリア共和国ロンバルディア州ヴァレーゼ県にある、人口約800人の基礎自治体（コムーネ）。

## 地理

### 位置・広がり

#### 隣接コムーネ
隣接するコムーネは以下の通り。
- ベーデロ・ヴァルクーヴィア
- カステッロ・カビアーリオ
- インドゥーノ・オローナ
- ランチョ・ヴァルクーヴィア
- ヴァルガンナ
- ヴァレーゼ

### 地震分類
イタリアの地震リスク階級 (it) では、4 に分類される
。

## 姉妹都市
- Chaux、フランス 2013年